# Châteauvert
Pour les articles homonymes, voir Châteauvert (homonymie).
Châteauvert est une commune française située en « Pays de la Provence Verte » dans le département du Var, en région Provence-Alpes-Côte d'Azur.

## Géographie

### Localisation
La commune de Châteauvert est située dans le département du Var, à 8 km de Barjols et 15 de Brignoles. Elle s'étend sur 2 752 hectares.

### Lieux-dits et hameaux
La commune qui ne dispose pas de cœur de village est composée de plusieurs hameaux et lieux-dits :
- Saint Peyre
- Margui
- Peypin
- Bagatelle
- la Réparade
- Rouvière
- les Faïsses.

### Voies de communications et transports

#### Voies routières
Châteauvert est accessible par la route départementale RD 554, entre Barjols et Brignoles. La sortie de l'autoroute A8 la plus proche est la  35 Brignoles.

#### Transports en commun
- Transport en Provence-Alpes-Côte d'Azur

Réseau régional de transports en commun Zou !. Chateauvert est desservie par deux lignes de bus, qui relie la commune aux villes voisines :
- La Verdière - Varages - Barjols - Brignoles
- Chateauvert - Barjols (ligne scolaire, vers école et collège).

#### Lignes SNCF
La gare TGV la plus proche est celle des Arcs - Draguignan mais pour les voyageurs venant de Paris, la gare TGV la plus commode est la Gare d'Aix-en-Provence TGV.

#### Transports aériens
Les aéroports les plus proches sont ceux de Nice, Marseille-Marignane et Toulon-Hyères. Il y a également l'Aérodrome de Cuers-Pierrefeu pour l'aviation privée.

### Communes limitrophes
| Brue-Auriac | Barjols, Pontevès | Pontevès |
| Bras        | Châteauvert       | Correns  |
| Bras        | Correns           | Correns  |

### Géologie et relief
Le relief vallonné de Châteauvert est traversé du nord-ouest au sud-est par la vallée de l'Argens.
- Paysages et problèmes du haut-bassin de l'Argens au cœur de la Provence Verte (Var occidental).
- Schéma départemental des carrières du Var, Etude réalisée dans le cadre des actions de Service public du BRGM 97 G 027, janvier 1998. R 39347 : Certains calcaires jurassiques ont été exploités à Correns, à Châteauvert et à Barjols, p. 45

### Sismicité
Il existe trois zones de sismicité dans le Var : 
- Zone 0 : Risque négligeable. C'est le cas de bon nombre de communes du littoral varois, ainsi que d'une partie des communes du centre Var. Malgré tout, ces communes ne sont pas à l'abri d'un effet tsunami, lié à un séisme en mer.
- Zone Ia : Risque très faible. Concerne essentiellement les communes comprises dans une bande allant de la Montagne Sainte-Victoire au Massif de l'Esterel.
- Zone Ib : Risque faible. Ce risque le plus élevé du département, qui n'est pas le plus haut de l'évaluation nationale, concerne 21 communes du nord du département.

La commune de Châteauvert est en zone sismique de faible risque Ib.

### Hydrographie et les eaux souterraines
Cours d'eau traversant la commune :
- l'Argens, ainsi que par ses affluents[6]  ;
- la rivière l'Eau Salée[7] ;
- le ruisseau Vallongue[8].

Note étude n° HH1269 - Décembre 2005. Cartographie hydrogéomorphologiquye du haut bassin versant de l'Argens. Identification des potentialités d'écrètement des crues. Département du Var. Note Direction régionale de l'Environnement (DIREN) Provence-Alpes-Côte d'Azur (PACA)

### Climat
Pour des articles plus généraux, voir Climat de Provence-Alpes-Côte d'Azur et Climat du Var.
En 2010, le climat de la commune est de type climat méditerranéen franc, selon une étude du Centre national de la recherche scientifique s'appuyant sur une série de données couvrant la période 1971-2000. En 2020, Météo-France publie une typologie des climats de la France métropolitaine dans laquelle la commune est exposée à un climat méditerranéen et est dans la région climatique  Provence, Languedoc-Roussillon, caractérisée par une pluviométrie faible en été, un très bon ensoleillement (2 600 h/an), un été chaud (21,5 °C), un air très sec en été, sec en toutes saisons, des vents forts (fréquence de 40 à 50 % de vents > 5 m/s) et peu de brouillards. 
Pour la période 1971-2000, la température annuelle moyenne est de 14 °C, avec une amplitude thermique annuelle de 16,4 °C. Le cumul annuel moyen de précipitations est de 856 mm, avec 6,7 jours de précipitations en janvier et 2,4 jours en juillet. Pour la période 1991-2020, la température moyenne annuelle observée sur la station météorologique de Météo-France la plus proche, « Montfort-sur-Argens_sapc », sur la commune de Montfort-sur-Argens à 8 km à vol d'oiseau, est de 14,7 °C et le cumul annuel moyen de précipitations est de 789,3 mm. 
La température maximale relevée sur cette station est de 42,5 °C, atteinte le 28 juin 2019 ; la température minimale est de −11 °C, atteinte le 8 janvier 1985,,. 
Les paramètres climatiques de la commune ont été estimés pour le milieu du siècle (2041-2070) selon différents scénarios d'émission de gaz à effet de serre à partir des nouvelles projections climatiques de référence DRIAS-2020. Ils sont consultables sur un site dédié publié par Météo-France en novembre 2022.

## Urbanisme

### Typologie
Au 1er janvier 2024, Châteauvert est catégorisée commune rurale à habitat très dispersé, selon la nouvelle grille communale de densité à sept niveaux définie par l'Insee en 2022.
Elle est située hors unité urbaine et hors attraction des villes,.

### Occupation des sols
L'occupation des sols de la commune, telle qu'elle ressort de la base de données européenne d’occupation biophysique des sols Corine Land Cover (CLC), est marquée par l'importance des forêts et milieux semi-naturels (80,4 % en 2018), en diminution par rapport à 1990 (82,8 %). La répartition détaillée en 2018 est la suivante : 
forêts (76,2 %), cultures permanentes (10 %), zones agricoles hétérogènes (7,3 %), milieux à végétation arbustive et/ou herbacée (4,2 %), terres arables (2,3 %). L'évolution de l’occupation des sols de la commune et de ses infrastructures peut être observée sur les différentes représentations cartographiques du territoire : la carte de Cassini (XVIIIe siècle), la carte d'état-major (1820-1866) et les cartes ou photos aériennes de l'IGN pour la période actuelle (1950 à aujourd'hui).

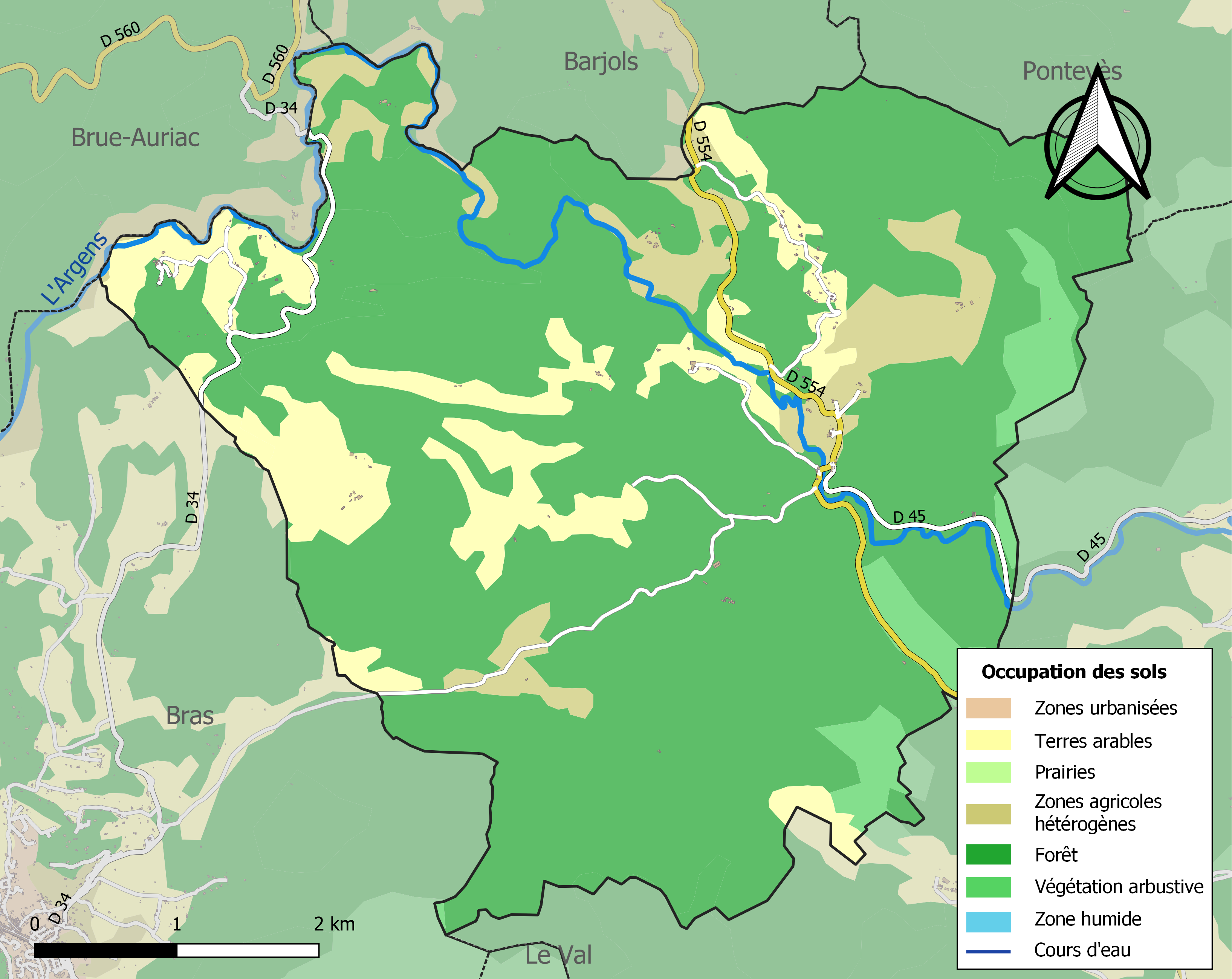
Carte des infrastructures et de l'occupation des sols de la commune en 2018 (CLC).

## Toponymie
Châteauvert s'écrit Castèuverd en occitan provençal. [réf. nécessaire]

## Histoire
L’absence de cœur de village est une singularité de la commune, bien que l'ancienneté du site de Châteauvert soit attestée par les vestiges d'une villa romaine à l'est de la commune, ainsi que par la découverte, en 2003, d’une importante nécropole médiévale. L’existence, au XIe siècle, d’un village constitué autour du château, dont les vestiges surplombent la vallée serait probable.
Au XIIIe siècle, Châteauvert fait partie de la seigneurie de Bertrand de Châteauvert et de celle des Villeneuvois, seigneurs de Flayosc, à qui Charles Ier d'Anjou rachètera l'ensemble des droits. Puis ce dernier cède à l'évêque de Marseille la seigneurie de Châteauvert contre la juridiction de la ville haute de Marseille.
Mais la peste noire ravagera la région, et au XVIIIe siècle, le lieu est dit inhabité. Les Castelverdois vivent depuis lors dans des bastides, sur des domaines ou des lieudits.
À part une pointe au milieu du XIXe siècle, la population vivant en permanence sur le territoire de Châteauvert reste autour d'une centaine de personnes. L'origine des habitants est donc multiple.
Le « village » est représenté par sa mairie, autrefois également école, l'église de la Transfiguration qui lui fait face, chacune située de part et d'autre du fleuve l'Argens, dont les deux rives sont reliées par un pont.

## Politique et administration

### Budget et fiscalité 2019

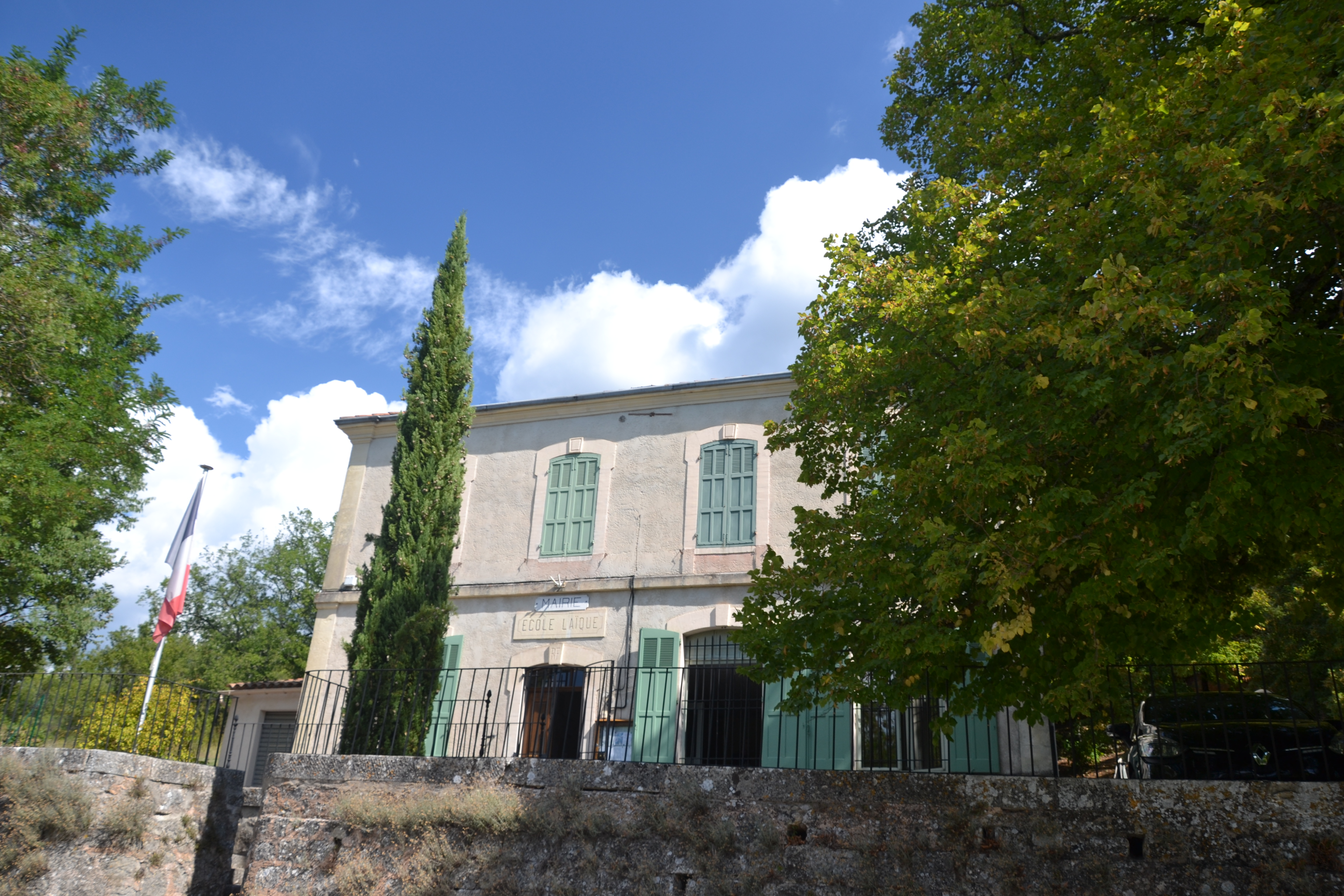
Mairie de Châteauvert.

En 2019, le budget de la commune était constitué ainsi :
- total des produits de fonctionnement : 305 000 €, soit 1 639 € par habitant ;
- total des charges de fonctionnement : 229 000 €, soit 1 229 € par habitant ;
- total des ressources d'investissement : 339 000 €, soit 1 824 € par habitant ;
- total des emplois d'investissement : 365 000 €, soit 1 960 € par habitant ;
- endettement : 1 €, soit 6 € par habitant.

Avec les taux de fiscalité suivants :
- taxe d'habitation : 4,11 % ;
- taxe foncière sur les propriétés bâties : 5,21 % ;
- taxe foncière sur les propriétés non bâties : 50,22 % ;
- taxe additionnelle à la taxe foncière sur les propriétés non bâties : 0,00 % ;
- cotisation foncière des entreprises : 0,00 %.

Chiffres clés Revenus et pauvreté des ménages en 2017 : médiane en 2017 du revenu disponible, par unité de consommation : 20 800 €.
| Taxe                                                | Part communale | Part intercommunale | Part départementale | Part régionale |
| --------------------------------------------------- | -------------- | ------------------- | ------------------- | -------------- |
| Taxe d'habitation (TH)                              | 4,11 %         | 0,00 %              | 6,15 %              | 0,00 %         |
| Taxe foncière sur les propriétés bâties (TFPB)      | 5,21 %         | 0,00 %              | 7,43 %              | 2,36 %         |
| Taxe foncière sur les propriétés non bâties (TFPNB) | 55,22 %        | 0,00 %              | 23,44 %             | 8,85 %         |
| Taxe professionnelle (TP)                           | 20,12 %        | 0,00 %              | 8,55 %              | 3,84 %         |

La part régionale de la taxe d'habitation n'est pas applicable.
La taxe professionnelle est remplacée en 2010 par la cotisation foncière des entreprises (CFE) portant sur la valeur locative des biens immobiliers et par la contribution sur la valeur ajoutée des entreprises (CVAE) (les deux formant la contribution économique territoriale (CET) qui est un impôt local instauré par la loi de finances pour 2010).

### Liste des maires
| Période                                  | Période  | Identité       | Étiquette | Qualité |
| ---------------------------------------- | -------- | -------------- | --------- | ------- |
| Les données manquantes sont à compléter. |          |                |           |         |
| avant 1981                               | ?        | Paul Fabre     |           |         |
| juin 1995                                | 2020     | Hubert Garnier |           |         |
| 2020                                     | en cours | Serge Loudes   |           |         |

### Intercommunalité
Châteauvert est membre de la Communauté d'agglomération de la Provence Verte.
La Communauté d'agglomération est née de la fusion des communautés de communes Comté de Provence,Sainte-Baume Mont-Aurélien et du Val d'Issole.

### Jumelages
Aucun accord de jumelage n'a été signé par la commune de Châteauvert (2015).

## Population et société

### Démographie
L'évolution du nombre d'habitants est connue à travers les recensements de la population effectués dans la commune depuis 1793. Pour les communes de moins de 10 000 habitants, une enquête de recensement portant sur toute la population est réalisée tous les cinq ans, les populations de référence des années intermédiaires étant quant à elles estimées par interpolation ou extrapolation. Pour la commune, le premier recensement exhaustif entrant dans le cadre du nouveau dispositif a été réalisé en 2005.

En 2022, la commune comptait 144 habitants, en évolution de −3,36 % par rapport à 2016 (Var : +4,98 %, France hors Mayotte : +2,11 %).
| 1793 | 1800 | 1806 | 1821 | 1831 | 1836 | 1841 | 1846 | 1851 |
| ---- | ---- | ---- | ---- | ---- | ---- | ---- | ---- | ---- |
| 54   | 202  | 126  | 295  | 207  | 215  | 210  | 237  | 222  |

| 1856 | 1861 | 1866 | 1872 | 1876 | 1881 | 1886 | 1891 | 1896 |
| ---- | ---- | ---- | ---- | ---- | ---- | ---- | ---- | ---- |
| 218  | 209  | 205  | 193  | 195  | 186  | 170  | 174  | 160  |

| 1901 | 1906 | 1911 | 1921 | 1926 | 1931 | 1936 | 1946 | 1954 |
| ---- | ---- | ---- | ---- | ---- | ---- | ---- | ---- | ---- |
| 161  | 142  | 131  | 109  | 136  | 113  | 116  | 68   | 106  |

| 1962 | 1968 | 1975 | 1982 | 1990 | 1999 | 2005 | 2006 | 2010 |
| ---- | ---- | ---- | ---- | ---- | ---- | ---- | ---- | ---- |
| 89   | 125  | 76   | 100  | 105  | 107  | 116  | 115  | 135  |

| 2015 | 2020 | 2022 | - | - | - | - | - | - |
| ---- | ---- | ---- | - | - | - | - | - | - |
| 145  | 147  | 144  | - | - | - | - | - | - |

## Économie

### Entreprises et commerces

#### Agriculture
- L'activité agricole de la commune est principalement tournée vers la production viticole, avec quatre domaines, et plusieurs catégories de vins : Côtes de Provence (AOC), Coteaux Varois (AOC) et vins de Pays du Var[30].
- L'économie de la commune est également présente sur la production d'olive et d'huile d'olive de Provence AOC.

#### Tourisme
- Le centre d'art contemporain, situé sur la même rive que l'église. Inauguré en 2014, il accueille entre 8 et 10 000 personnes par an[31].
- Exploitation de gites ruraux[32] (les gites de la Réparade[33]...).

#### Commerces
- Commerces de proximité à Barjols, Brignoles.

## Culture et patrimoine

### Lieux et monuments
Patrimoine religieux :

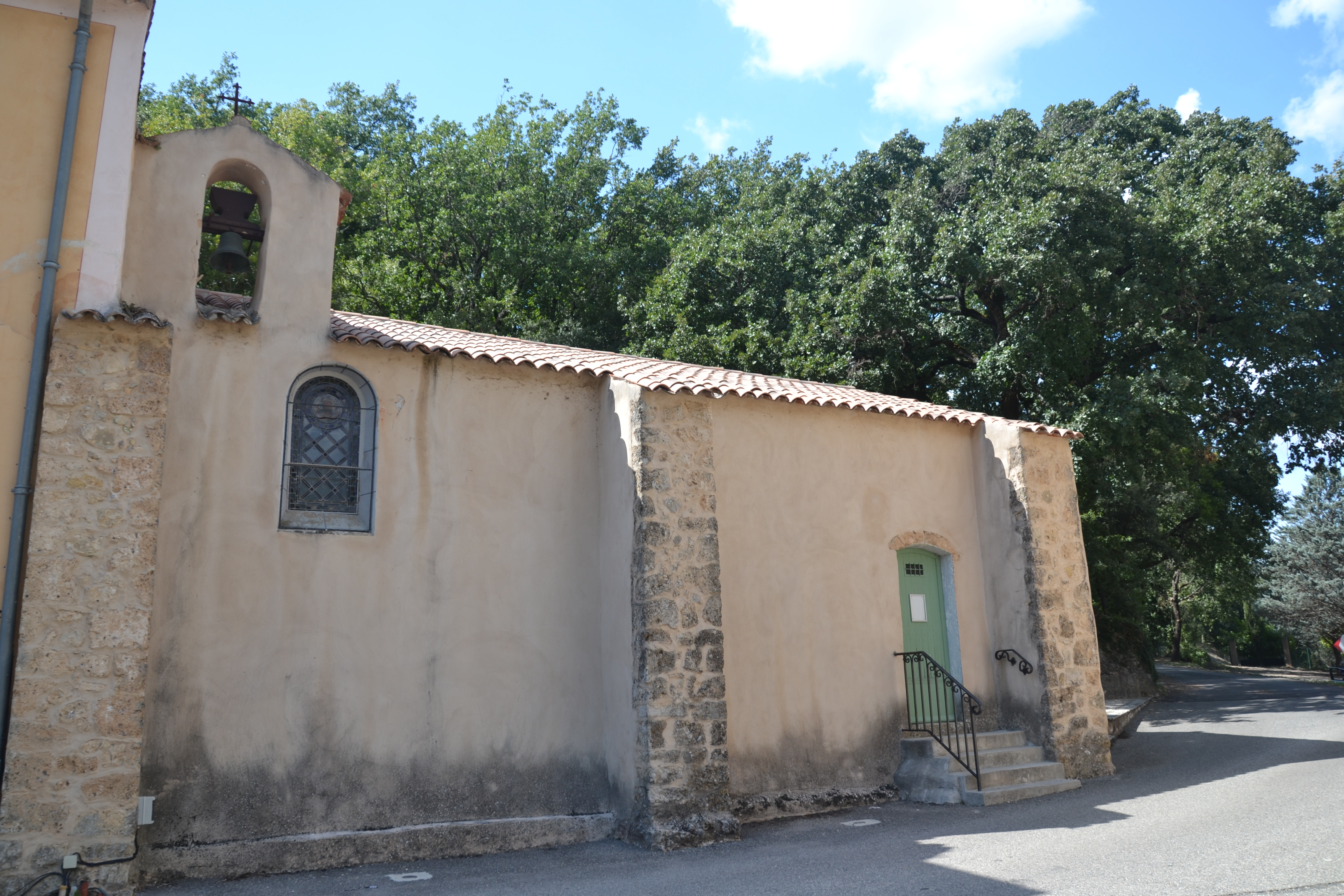
Église de Châteauvert.

- L'église de la Transfiguration[34], surmontée d'un campanile, date du XVIIe siècle.
- Chapelle Saint-Peyre[35].
- Chapelle Saint-Michel[36], chapelle troglodyte[37].
- Monuments commémoratifs[38].

Autres sites et patrimoines :
- Les ruines du château jadis fief des évêques de Marseille ; vestiges du rempart (courtines percées d'archères)[39],[40].
- La tour de guet fortifiée du cimetière[41],[42].
- Le pont de San Sumian[43] au lieu-dit la Cloche, où l'Argens a creusé un pont naturel dans le calcaire[44].
- Le Bouillidou au petit Saint-Estève, une source dont le mélange d'eau et de sable donne l'impression d'eau en ébullition[45].
- Le trou de l'Infernet à l'ouest, un entonnoir d'environ cent mètres[46].
- Le Vallon Sourn, qui relie la commune de Châteauvert à celle de Correns[47]. 
  - Abris défensifs du Vallon Sourn[48].
- Le jardin de Sculptures[49],[50].
- Vestiges archéologiques :
  - Abreuvoir Saint-Michel, nécropole[51],
  - Mérindol[52],[53],[54],
  - Castrum de Châteauvert[55],
  - Village Âge du Bronze ; Âge du Fer[56],
  - Grotte de Châteauvert, Âge du Bronze[57],

### Héraldique
| Blason de Châteauvert | Blason  | D’or au château de quatre tours de sinople, posé en perspective, ouvert et ajouré d’argent, coulissé de sable. |
| Blason de Châteauvert | Détails | Le statut officiel du blason reste à déterminer.                                                               |
| Blason de Châteauvert | Alias   | D'or au château de sinople Armes parlantes.                                                                    |

### Enseignement
La commune de Châteauvert ne disposant pas d'école, les élèves de maternelle et primaire se rendent à Barjols. Les collégiens et lycéens se rendent à Brignoles.

### Santé
Aucun médecin n'est installé à Châteauvert ; les plus proches se trouvent à Bras et à Barjols. L'hôpital le plus proche se situe à Brignoles.

### Cultes
- La paroisse de la Transfiguration de Châteauvert, de confession catholique, fait partie du diocèse de Fréjus-Toulon, doyenné de Saint-Maximin[61].

## Personnalités liées à la commune
- Charles Louis Raoul Marion (1848-1937), général de division en 1904, il commande la 3e division de cavalerie depuis cette année jusqu'en 1908, puis le 16e corps d'armée.